# Ryan Babel
Ryan Guno Babel (Ámsterdam, 19 de diciembre de 1986) es un exfutbolista neerlandés que jugaba de delantero.

## Trayectoria
Su debut en el Ajax de Ámsterdam fue en el año 2003, tras pasar por las categorías inferiores del club ajaccied. Concretamente, el 1 de febrero de 2004 debutó en un partido de la Eredivisie ante el ADO Den Haag, donde ganó el Ajax, por 4-0. 
El 11 de julio de 2007 se conoce su fichaje por el Liverpool F. C., club que pagó por él 13,5 millones de euros. Tras cuatro temporadas en Livepool, y un breve paso por Alemania, recala de nuevo en las filas del Ajax Ámsterdam, donde vuelve a ganar la liga neerlandesa.
El 21 de junio de 2013 fue traspasado al Kasımpaşa S. K. turco. Tras una temporada se marcha a los Emiratos Árabes Unidos para firmar con el Al-Ain FC por otra temporada.
En septiembre de 2016 fichó por el Real Club Deportivo de La Coruña de la Primera División española en un contrato de duración hasta diciembre del mismo año. Según lo acordado, jugaría en 2017 para el Beşiktaş J. K. de la Liga turca.
Tras dos temporadas en el conjunto turco, regresó a la Premier League fichando por el Fulham F. C., dirigido por Claudio Ranieri.
Tras el descenso del conjunto londinense, regresó a Turquía para jugar en el Galatasaray S. K., que en enero de 2020 lo cedería al Ajax de Ámsterdam hasta final de temporada, volviendo así al club donde inició su carrera.
En julio de 2022, una vez expiró su contrato con el Galatasaray, se unió al Eyüpspor por una temporada más otra en caso de ascender a la Superliga turca. Aunque esto no sucedió, continuó en el equipo hasta que en septiembre de 2023 acordó la rescisión de su contrato.
El 9 de noviembre de 2024 anunció su retirada.

## Selección nacional

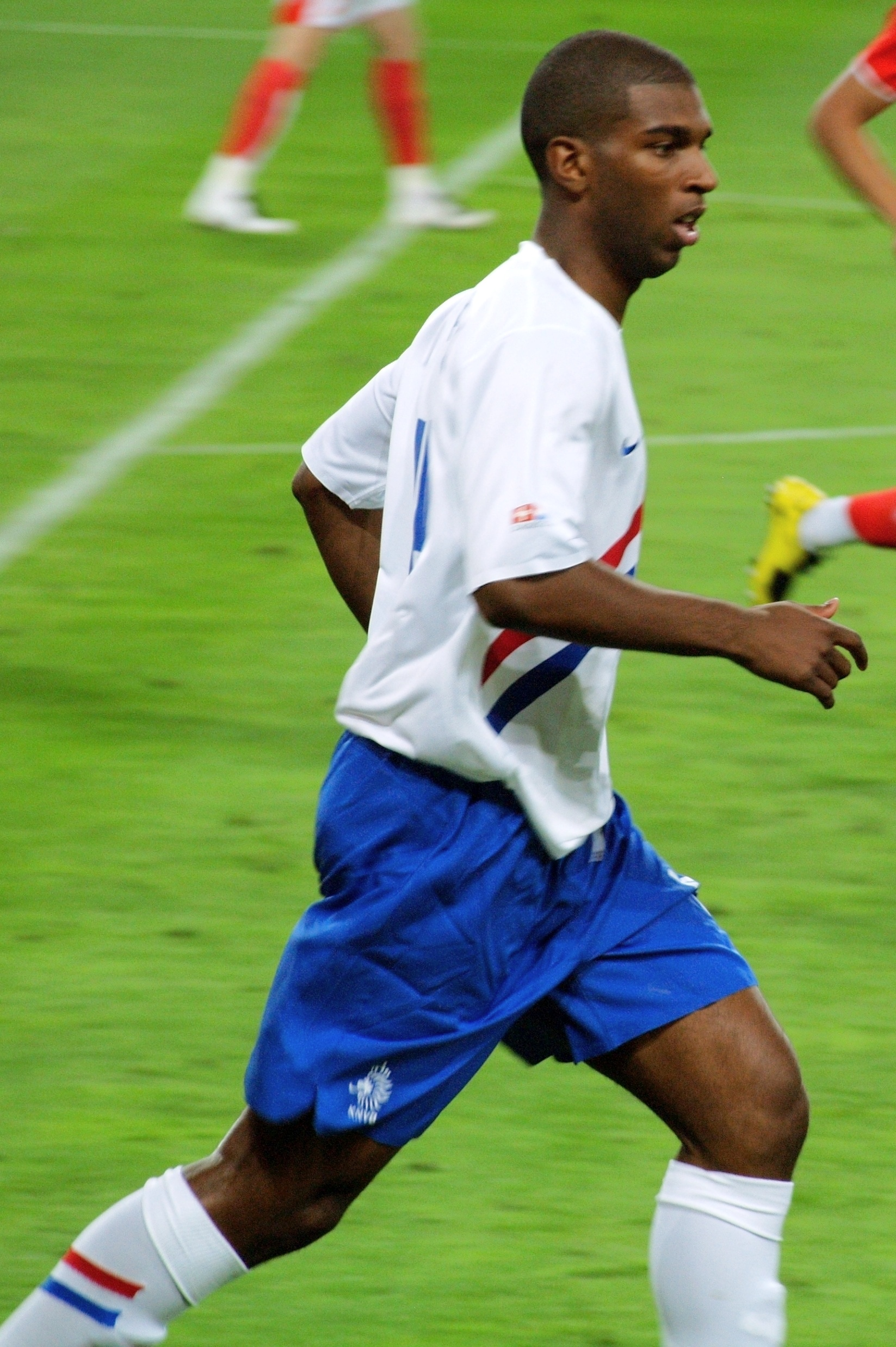
Babel con la selección neerlandesa.

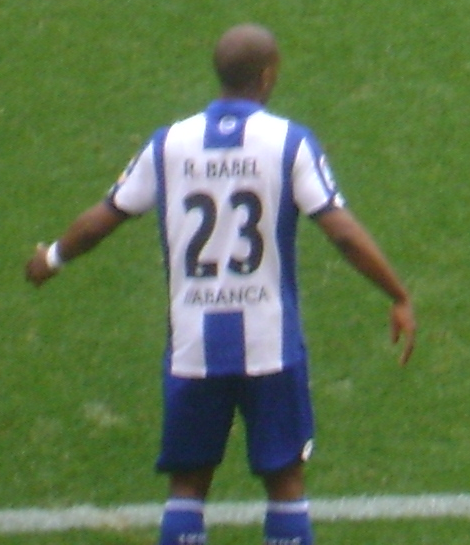
Ryan Babel con el Deportivo de La Coruña.

En la selección de los Países Bajos debutó el 26 de marzo de 2005, en el triunfo de su selección por 2-0 ante la selección de Rumania. Curiosamente, entró sustituyendo a Arjen Robben en el segundo tiempo, y posteriormente, metió el segundo gol de ese partido para los oranges. Fue escogido por Marco van Basten para disputar la Copa Mundial de Alemania 2006, donde jugó un solo partido, ante el combinado argentino, que culminó con empate a cero.
En 2007 jugó con la selección de fútbol sub-21 de los Países Bajos la Eurocopa Sub-21 disputada en los Países Bajos, la cual ganaron frente a Serbia. En ese torneo Babel marcó dos goles, uno frente a Portugal de penalti y otro en la final. Fue convocado por el seleccionador Marco van Basten para la Eurocopa 2008 disputada en Austria y Suiza, pero tuvo que abandonar la concentración antes de comenzar dicho campeonato tras romperse los ligamentos del tobillo en un entrenamiento. Fue subcampeón en la Copa Mundial de Fútbol de 2010, donde perdieron la final por 0-1 frente a España. Sin embargo, no llegó a disputar ningún minuto en la competición.

### Participaciones en Copas del Mundo
| Copa                     | Sede         | Resultado        | Partidos | Goles |
| ------------------------ | ------------ | ---------------- | -------- | ----- |
| Copa Mundial Sub-20 2005 | Países Bajos | Cuartos de final | 4        | 2     |
| Copa Mundial 2006        | Alemania     | Octavos de final | 1        | 0     |
| Copa Mundial 2010        | Sudáfrica    | Subcampeón       | 0        | 0     |

### Participaciones en Juegos Olímpicos
| Torneo                | Sede  | Resultado        | Partidos | Goles |
| --------------------- | ----- | ---------------- | -------- | ----- |
| Juegos Olímpicos 2008 | Pekín | Cuartos de final | 4        | 2     |

## Clubes
| Club                       | País         | Año       |
| -------------------------- | ------------ | --------- |
| Ajax de Ámsterdam          | Países Bajos | 2003-2007 |
| Liverpool F. C.            | Inglaterra   | 2007-2010 |
| TSG 1899 Hoffenheim        | Alemania     | 2011-2012 |
| Ajax de Ámsterdam          | Países Bajos | 2012-2014 |
| Kasımpaşa S. K.            | Turquía      | 2014-2015 |
| Al-Ain F. C.               | EAU          | 2015-2016 |
| R. C. Deportivo La Coruña  | España       | 2016      |
| Beşiktaş J. K.             | Turquía      | 2017-2019 |
| Fulham F. C.               | Inglaterra   | 2019      |
| Galatasaray S. K.          | Turquía      | 2019-2022 |
| Ajax de Ámsterdam (cedido) | Países Bajos | 2020      |
| Eyüpspor                   | Turquía      | 2022-2023 |

## Palmarés

### Títulos nacionales
| Título                                  | Club              | País         | Año  |
| --------------------------------------- | ----------------- | ------------ | ---- |
| Eredivisie                              | A. F. C. Ajax     | Países Bajos | 2004 |
| Supercopa de los Países Bajos           | A. F. C. Ajax     | Países Bajos | 2005 |
| Copa de los Países Bajos                | A. F. C. Ajax     | Países Bajos | 2006 |
| Supercopa de los Países Bajos           | A. F. C. Ajax     | Países Bajos | 2006 |
| Copa de los Países Bajos                | A. F. C. Ajax     | Países Bajos | 2007 |
| Eredivisie                              | A. F. C. Ajax     | Países Bajos | 2013 |
| Supercopa de los Emiratos Árabes Unidos | Al-Ain F. C.      | EAU          | 2015 |
| Superliga de Turquía                    | Beşiktaş J. K.    | Turquía      | 2017 |
| Supercopa de Turquía                    | Galatasaray S. K. | Turquía      | 2019 |

### Títulos internacionales
| Título          | Equipo                               | Sede         | Año  |
| --------------- | ------------------------------------ | ------------ | ---- |
| Eurocopa Sub-21 | Selección sub-21 de los Países Bajos | Países Bajos | 2007 |

### Distinciones individuales
| Distinción                                                | Año     |
| --------------------------------------------------------- | ------- |
| Talento del Año del Ajax de Ámsterdam                     | 2006-07 |
| Mejor jugador joven de la temporada en el Liverpool F. C. | 2007-08 |